# Knysna
Knysna (udtales Najzna) er en mellemstor kystby i Kapprovinsen i Sydafrika. Knysna, der har 39.313 indbyggere (2001), ligger hvor Knysnafloden munder ud i Det Indiske Ocean og danner et æstuarium. Byen ligger øst for Mossel Bay og er en del af Garden Route. Hovedvej N2 går gennem byen.
Byen dækker et stort område og har en ret spredt bebyggelse i det skovdækkede landskab med store vådområder og mindre øer. Den store lagune giver rige muligheder for vandsport. Ved lagunens udmunding i havet ligger The Head, et højtliggende forbjerg med en storslået udsigt.
Outeniqua Choo Tjoe er Sydafrikas sidste damptog og har endestation i Knysna.

## Andet
Ved VM i fodbold 2010 holdt det danske fodboldlandshold til i Knysna.